# Alano IV di Bretagna
Alano IV Fergent (in bretone: Alan Fergant; in francese Alain Fergent; 1060 circa – Redon, 13 ottobre 1119) fu duca di Bretagna, conte di Cornovaglia, conte di Rennes e di Nantes.

## Origine
Alano, secondo il  Ex Chronico Briocensi, era il figlio primogenito del Conte di Cornovaglia, conte di Nantes, poi anche conte di Rennes e duca di Bretagna, Hoel II e della moglie (come ci conferma ancora il  Ex Chronico Briocensi), la duchessa di Bretagna e contessa di Rennes, Havoise, che, secondo la Genealogiae comes Flandriae era figlia del conte di Rennes e duca di Bretagna, Alano III e della moglie (come ci conferma la Ex Chronicon Kemperlegiense, Berta di Blois.
Hoel II di Bretagna, sempre secondo il Ex Chronico Briocensi era figlio del conte di Cornovaglia, Alano Canhiart e della moglie, Giuditta di Nantes, che, sempre secondo il Ex Chronico Briocensi , era figlia del conte di Nantes, Judicael di Nantes, discendente dai conti di Nantes; infatti Judicael di Nantes, secondo La chronique de Nantes, era il figlio illegittimo primogenito del conte di Vannes e di Nantes e duca di Bretagna (dal 960 al 981), Hoel I, a sua volta figlio illegittimo primogenito del conte di Vannes e di Nantes e duca di Bretagna, Alano II Barbatorta, e della sua amante (come ci conferma anche lo storico bretone, Guy Alexis Lobineau, nel suo Histoire de Bretagne, Tome I), Giuditta († dopo il 952), di cui non si conoscono gli ascendenti, come ci conferma anche il documento n° XXXIX de La chroniques de nantes.

## Biografia
Verso il 1072, Alano viene citata nel documento n° CCCXXXIII del Cartulaire de l'abbaye de Redon en Bretagne, assieme al padre Hoel, alla madre Havoise ed ai due fratelli: Mattia e Oddone.
Alano viene citato anche nel documento n° LXXV del Cartulaire de l'abbaye de Sainte-Croix de Quimperlé, in cui sua nonna materna, Berta di Blois, nel 1075, fece una donazione all'abbazia di Sainte-Croix de Quimperlé, in suffragio della propria anima e di quelle dei suoi discendenti, tra cui Alano.
La Ex Chronico Britannico riporta la morte di suo padre, Hoel II, il 15 aprile 1084. L'anno della morte viene confermato, sia dal Cartulaire de l'abbaye de Sainte-Croix de Quimperlé, che dal Chronicon Kemperlegiense che conferma anche il giorno: 15 aprile (Idibus April).
A Hoel II, nei titoli di Conte di Cornovaglia, conte di Rennes e duca di Bretagna succedette il figlio primogenito Alano come Alano IV di Bretagna; mentre nel titolo di conte di Nantes, sempre secondo il  Ex Chronico Briocensi, col permesso del fratello Alano IV, succedette il secondogenito, Mattia, come Mattia II.
Nel documento n° XIX del Recueil d'actes inédits des ducs et princes de Bretagne (XIe, XIIe, XIIIe siècles), datato 1084, Alano, rammentando che suo padre Hoel II è morto, conferma i diritti che Hoel II aveva concesso all'abbazia di Sainte-Croix di Quimperlé.
Il titolo di conte di Rennes, ereditato dal padre, era solo formale, in quanto la contea era posseduta dallo zio (fratellastro di sua madre, Havoise), Goffredo Grenonat, allora Alano IV appena ebbe ereditato il titolo dal padre, secondo il Ex Chronico Britannico Altero,invase la contea di Rennes e dopo che Goffredo (Gaufredus Comes bastardus) fu fatto prigioniero nelle vicinanze di Rennes (apud Redonensem urbem) si appropriò della contea; mentre il Ex Chronico Kemperlegiensis ci informa che, in quello stesso anno (1084), Goffredo conte di Rennes (Gaufridus Comes Redonensis nothus) morì il 25 ottobre, in prigionia (in captione).
In questo periodo, nei documenti, mentre suo fratello Mattia veniva definito conte di Nantes, Alano IV veniva definito totius Britannie consule, come nel documento n° CCC del Cartulaire de l'abbaye de Redon en Bretagne, del 1092, inerente a una donazione fatta da Alano al monastero di Redon.
Nel 1096, secondo il monaco e storico inglese, Orderico Vitale, Alano IV partecipò alla prima crociata, partendo al seguito del duca di Normandia, Roberto II.
La presenza di Alano IV alla crociata viene confermato anche dal cronista della prima crociata, Alberto di Aquisgrana, nel capitolo XXIII del libro II della Historia Hierosolymitana espeditionis , che lo cita (domnus Alens cognomine Fercans) tra i partecipanti all'assedio di Nicea, del 1097.
Durante la crociata svolse anche, con poco tatto diplomatico, una missione presso l'imperatore bizantino Alessio I Comneno.
Dopo essere ritornato dalla Terra santa, Alano a seguito della morte di suo fratello, Mattia, tra il 1003 ed il 1004 che, secondo il  Ex Chronico Briocensi, era senza discendenza diretta, ereditò la contea di Nantes.
Nel 1115 circa, Alano abdicò in favore del figlio Conan III il Grosso e si ritirò nell'abbazia di Saint-Sauveur di Redon, abbracciando la vita monastica; infatti, nel ricordarne la morte, il Cartulaire de l'abbaye de Redon en Bretagne, ne riporta la morte, nel capitolo VII: Sepulturæ Insigniores, citandolo come monaco (Alanus Fergent, ex Britonum duce rotonensis monachus) e ci informa che Alano fu tumulato nell'abbazia stessa. La morte di Alano IV viene confermato anche dal Ex Chronico Britannico Altero e dal Ex Chronico Kemperlegiensis che riporta la morte nel 1120.

## Matrimoni e discendenza
Dopo un iniziale periodo conflittuale, con scontri armati tra ducato di Normandia e ducato di Bretagna, Alano cercò un'alleanza matrimoniale con Guglielmo il Conquistatore, duca di Normandia e re d'Inghilterra, sposandone la figlia; e, come ci conferma il monaco e cronista normanno, Guglielmo di Jumièges, nella sua Historiæ Normannorum Scriptores Antiqui, tra il 1086 e il 1088. sposò Costanza di Normandia, che come riporta Orderico Vitale era figlia di Guglielmo il Conquistatore, duca di Normandia (Guglielmo II) e re d'Inghilterra (Guglielmo I) e della moglie, Matilde, che, secondo la Genealogica Comitum Flandriæ Bertiniana, era figlia di Baldovino V, conte delle Fiandre, e di Adele di Francia. Costanza morì pochi anni dopo (secondo Guglielmo di Malmesbury fu avvelenata), senza aver generato figli.
Rimasto vedovo nel 1095 Alano, come risulta dal Chronica Albrici Monachi Trium Fontium (non la nomina la moglie, ma la cita come contessa di Rennes), si risposò con Ermengarda d'Angiò, che, come conferma l'arcivescovo, Guglielmo, della città di Tiro, nell'odierno Libano, nel suo Historia rerum in partibus transmarinis gestarum e anche secondo la già citata Chronica Albrici Monachi Trium Fontium, era figlia del Conte di Angiò e conte di Tours, Folco IV il Rissoso e, come ci conferma la Chronica de Gesta Consulum Andegavorum, Chroniques d'Anjou, dalla sua prima moglie Hildegarde di Beaugency ( † 1070), figlia del signore di Beaugency, Lancillotto II, uno dei più fedeli vassalli dello zio di Ermengarda, Goffredo II "Martello". 
Alano da Ermengarda ebbe tre figli:
- Conan III il Grosso[1][32] (ca. 1095–17 settembre 1148) – duca di Bretagna, conte di Rennes e conte di Nantes, che sposò Matilde FitzRoy, figlia illegittima di Enrico I d'Inghilterra
- Hawise o Agnese[1] ( † dopo il 1118[35]), che sposò Baldovino VII di Fiandra
- Goffredo le Roux o Geoffroy di Bretagna ( † 1116), che secondo il Ex Chronico Ruyensis Cœnobii, morì ancora fanciullo a Gerusalemme[1].

Da una o due amanti di cui non si conoscono né i nomi né gli ascendenti ebbe due figli:
- Brien FitzCount ( † dopo il 1141/2), signore di Wallingford e Abergavenny
- Guihomar, che fu imprigionato dai Saraceni[36].

### Fonti primarie
- (LA) La chroniques de nantes..
- (LA) Recueil d'actes inédits des ducs et princes de Bretagne (XIe, XIIe, XIIIe siècles) di Arthur Le Moyne de La Borderie..
- (LA) Monumenta Germaniae Historica, Scriptores, tomus IX. URL consultato il 1º marzo 2020 (archiviato dall'url originale il 13 giugno 2018)..
- (LA) Historia Rerum in partibus transmarinis gestarum, liber XIV..
- (LA) Rerum Gallicarum et Francicarum Scriptores, tomus XII..
- (LA) Ordericus Vitalis, Historia Ecclesiastica, vol. II..
- (LA) Chronica de Gesta Consulum Andegavorum, Chroniques d'Anjou..
- (LA) Cartulaire de l'abbaye de Redon en Bretagne..
- (LA) Cartulaire de l'abbaye de Sainte-Croix de Quimperlé..
- (LA) Memoires pour servir de preuves a l'histoire de Bretagne..
- (LA) Cartulaire générale du Morbihan, Tome I..
- (LA) HISTORIA HIEROSOLYMITANAE EXPEDITIONIS, libro II..
- (LA) Stephani Baluzii Miscellaneorum, Liber I..
- (LA) Historiæ Normannorum Scriptores Antiqui..

### Letteratura storiografica
- Louis Halphen, "La Francia dell'XI secolo", cap. XXIV, vol. II (L'espansione islamica e la nascita dell'Europa feudale) della Storia del Mondo Medievale, 1999, pp. 770–806.
- (FR) Lobineau, G. A. (1707) Histoire de Bretagne (Paris), Tome I..
- (FR) La chroniques de nantes..